# Leopold Mende
Leopold Carl Ludwig Mende (9. června 1816 Kirchberg an der Pielach – 1. dubna 1893 Merano) byl rakouský právník a politik německé národnosti, v 2. polovině 19. století poslanec Říšské rady.

## Biografie
Jeho otec byl po čtyřicet let vrchním úředníkem na velkostatku hraběte Corsiniho. Leopold vystudoval práva na Vídeňské univerzitě a roku 1837 nastoupil na praxi. Roku 1850 se stal radou zemského soudu v dolnorakouském Zwettlu. V roce 1854 byl jmenován radou vrchního zemského soudu v Uhersku, později vrchním státním návladním u soudu v uherské Šoproni. Od roku 1859 byl uherským referentem u vrchního soudního dvora pro Uhersko. Po zrušení tohoto úřadu se roku 1862 stal soudcem u vrchního zemského soudu ve Vídni. V březnu 1861 byl za své zásluhy v uherské justici povýšen na šlechtice.
Po obnovení ústavní vlády se zapojil i do politiky. V březnu 1861 se stal poslancem Dolnorakouského zemského sněmu. Zemský sněm ho roku 1861 delegoval i do Říšské rady (tehdy ještě volené nepřímo) za Štýrsko (kurie venkovských obcí, obvod Zwettl). K roku 1861 se uvádí jako vrchní státní návladní, bytem ve Vídni. Opětovně byl zemským sněmem do Říšské rady delegován v roce 1867, 1870 a 1871. V parlamentu se vyjadřoval převážně k justičním tématům.